# Burramys parvus
Genre
Espèce
Statut de conservation UICN

 CR B1ab(iii,v)+2ab(iii,v) : 
En danger critique
Répartition géographique
Burramys parvus, l'Opossum nain des montagnes ou Souris-opossum des montagnes, est une espèce de la famille des Burramyidae. Ce petit mammifère est un opossum pygmée végétarien d'Australie. C'est la seule espèce du genre Burramys. C'est une espèce en danger, grandement menacée par le réchauffement climatique.

## Description
Il mesure 11 cm de long de la tête à la queue, la queue mesurant à elle seule 14 cm et pèse 45 g. Il ressemble à une souris avec une fourrure grise qui devient beige sur le ventre, la queue est dépourvue de poils. La femelle possède quatre mamelles dans la poche marsupiale.

## Distribution et habitat
On le trouve dans le Sud de l'État de Victoria et dans le Parc national du Mont Kosciuszko en Nouvelle-Galles du Sud, dans les régions montagneuses entre 1 400 et 2 000 m d'altitude. Ils vivent dans les éboulis et les amas de rochers.

## Alimentation
Il se nourrit d'insectes, d'araignées, de vers, de fruits, de noix et de graines qu'il peut stocker en été pour la saison froide.

## Mode de vie
C'est un animal nocturne qui passe ses journées à dormir. La plus grande partie de l'année, les mâles et les femelles vivent séparément, les femelles habitant plus haut que les mâles. À la saison des amours, les mâles montent rejoindre les femelles. Au mont Higginbotham, les mâles devaient traverser une route pour rejoindre les femelles, ce qui mettait leur vie en danger. On a donc construit un tunnel qui passe sous la route (le Tunnel de l'Amour) et des panneaux routiers invitent les automobilistes à faire attention.

## Reproduction
La saison des amours est en été, en novembre-décembre. Les portées sont généralement de quatre petits.
Ce marsupial connu depuis 1895 comme fossile, a été redécouvert vivant en 1966.

## Survie de l'espèce
Sa population était estimée à 2 600 animaux en 1994, dont environ 2 000 femelles et 600 mâles.
C'est l'une des espèces les plus vulnérables à l'augmentation des températures en Australie au XXe siècle, car son cycle vital exige des montagnes enneigées sur une longue période. Or, un accroissement de température de 1 °C détruirait son habitat.